# 富岗乡
富岗乡，是中华人民共和国河北省保定市易县下辖的一个乡镇级行政单位。

## 行政区划
富岗乡下辖以下地区：
东杜岗村、龙门沟村、武家沟村、富岗村、河漕村、大峪沟村、双峰村和双合庄村。